# Партия свободы и перестройки
Партия свободы и перестройки (исп. Partido Libertad y Refundación, сокращённо Libre — свободная) — левая политическая партия в Гондурасе. Основана в 2011 году Национальным народным фронтом сопротивления, коалицией организаций, выступавших против военного переворота 2009 года. Партия осуждает неолиберализм, милитаризацию общества и двухпартийную систему Гондураса, обещая созвать национальное учредительное собрание, чтобы переписать конституцию.

## История
Партия была основана в 2011 году бывшим президентом Мануэлем Селайя, который был свергнут в 2009 году в ходе военного переворота.
Ксиомара Кастро, жена Селайя и бывшая первая леди, была кандидатом партии на президентских выборах 2013 года и заняла второе место, набрав 29 %, уступив 5 % кандидату Национальной партии Хуану Орландо Эрнандесу. Результаты вызвали подозрение в фальсификациях, поскольку в преддверии выборов Кастро лидировала в опросах среди кандидатов в период с марта по октябрь 2013 года. На парламентских выборах партия получила 27 % голосов и завоевала 37 депутатских мандатов.
По крайней мере 18 кандидатов от Libre, членов их семей и активистов их кампаний были убиты накануне выборов 2013 года.
На всеобщих выборах 2017 года Партия свободы и перестройки вместе с социал-демократической Партией обновления и единства создали предвыборную коалицию Оппозиционный альянс против диктатуры и номинировали в президенты основателя Антикоррупционной партии журналиста Сальвадора Насраллу.

## Фракции
В партии существует по крайней мере 5 фракций:
- Движение 28 июня (Movimiento 28 de junio);
- Движение народного сопротивления (Movimiento Resistencia Popular, MRP);
- Организованный народ в Сопротивлении (Pueblo Organizado en Resistencia, POR);
- Сила народной перестройки (Fuerza de Refundación Popular, FRP);
- Движение 5 июля (Movimiento 5 de julio).

## Участие в выборах

### Президентские выборы
| Выборы | Кандидат                                                       | Голосов   | %       | Результат |
| ------ | -------------------------------------------------------------- | --------- | ------- | --------- |
| 2013   | Сиомара Кастро                                                 | 896 498   | 28,78 % | Поражение |
| 2017   | Сальвадор Насралла (в альянсе с Партией обновления и единства) | 1 360 442 | 41,42 % | Поражение |
| 2021   | Сиомара Кастро                                                 | 978 842   | 53,41 % | Победа    |

### Парламентские выборы
| Выборы | Лидер          | Голосов   | %       | Мест      | +/-  | Позиция | Статус        |
| ------ | -------------- | --------- | ------- | --------- | ---- | ------- | ------------- |
| 2013   | Мануэль Селайя | 756 839   | 27,51 % | 37 из 128 | ▲ 37 | ▲ 2     | Оппозиция     |
| 2017   | Мануэль Селайя | 1 360 442 | 23,44 % | 30 из 128 | ▼ 7  | ▬ 2     | Оппозиция     |
| 2021   | Мануэль Селайя |           |         | 51 из 128 | ▲ 21 | ▲ 1     | Правительство |